# Tipp kick

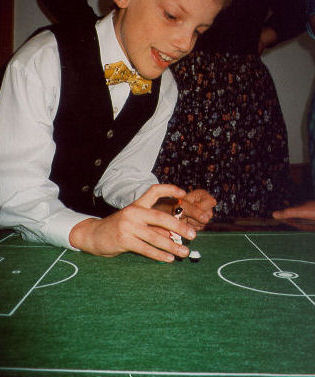
Joueur de Tipp Kick manipulant une figurine de footballeur sur la table de jeu.

Le Tipp-Kick est une simulation de football qui se joue à deux personnes, à partir de 6 ans. .

## Présentation
Le terrain est constitué d’un tapis de jeu, de deux cages de buts, de deux gardiens mobiles, de deux joueurs de champ en zinc librement positionnables et d’un ballon bicolore à douze faces. Dans la plupart des cas, la surface de jeu est en feutre et a les mêmes dimensions qu’un vrai terrain de football à l’échelle 1 :100 (idem pour les tournois professionnels). À la différence du baby-foot, les footballeurs du Tipp-Kick se déplacent partout sur la zone de jeu. Lorsque l’on presse le bouton rouge situé sur la tête du joueur, un mécanisme déplace la jambe droite, ce qui déclenche le tir. Pour réussir ses tirs, la subtilité réside dans la force de la pression associée à la distance et au point de frappe du ballon. La jambe de tir peut aussi très facilement être modifiée par le joueur en fonction de ses préférences et de sa technique de tir.  Le gardien de but est relié par une tige de fer à un boîtier en plastique. Sur pression de l'un des deux boutons, on peut le faire plonger à droite ou à gauche. Le but du jeu est de marquer le plus de buts possible en deux mi-temps de 5 minutes. 

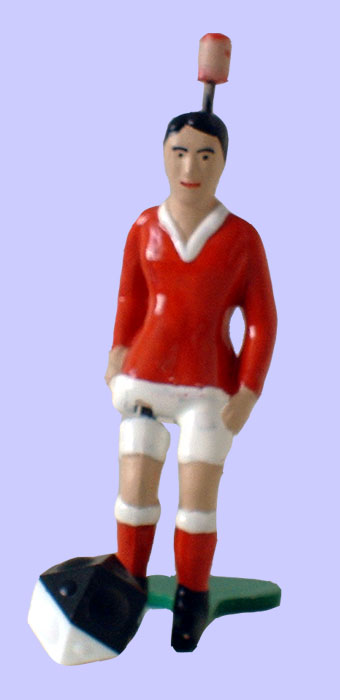
Figurine avec le ballon noir et blanc.

Ce jeu développe la coordination des mouvements et nécessite une bonne vision du jeu. Plusieurs approches sont possibles, pour les plus petits, le Tipp-Kick sera un jeu assez simple dont le but sera de mettre le ballon dans la cage adverse, il sera ludique et complètement interactif par la manipulation des figurines. Les plus grands y verront plutôt un jeu de précision complètement personnalisable et un moyen de retrouver les émotions d’un vrai match de foot à la maison.
En Allemagne, le pays d'origine du Tipp-Kick, plusieurs tournois sont organisés chaque année et il existe une fédération officielle qui regroupe environ 2000 professionnels répartis en 57 clubs. En effet le Tipp-Kick fait vraiment partie de la culture allemande. Inventé en 1924 par Edwin Mieg, ce jeu a accompagné plusieurs générations d'enfants. Restées inchangées depuis, les petites figurines en zinc conservent un caractère assez traditionnel qui défie le temps, bien que le sujet du jeu (le football) soit totalement d'actualité.